# Walterinnesia morgani
Espèce
Synonymes
- Naja morgani Mocquard, 1905
- Atractaspis wilsoni Wall, 1908

Walterinnesia morgani est une espèce de serpents de la famille des Elapidae.

## Répartition
Cette espèce se rencontre en Iran, en Irak, au Koweït, en Arabie saoudite, aux Émirats arabes unis et en Turquie.

## Description
Dans sa description Mocquard indique que le plus grand spécimen en sa possession mesure 90 cm dont 13 cm pour la queue. Sa coloration est uniformément brune, plus foncée sur le dessus, plus pâle dessous.
Mocquard qui, à l'époque, décrit cette espèce sous le genre Naja, précise que celle-ci se distingue de Naja naja notamment par un museau plus saillant, non busqué, par un cou qui ne semble pas dilatable, et par des différences au niveau des écailles.

## Étymologie
Le nom de cette espèce lui a été donné en l'honneur de M. Morgan qui a fourni les cinq spécimens étudiés par Mocquard.

## Publication originale
- Mocquard, 1905 : Diagnoses de quelques espèces nouvelles de Reptiles. Bulletin du Muséum d'Histoire Naturelle, Paris, vol. 11, p. 76-79 (texte intégral).